# 薩珊王冠

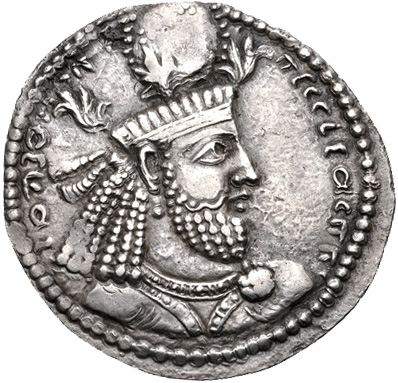
鑄有沙阿納塞赫頭像的錢幣，納塞赫長髮及肩且蓄鬚，配戴棕叶饰造型的王冠

薩珊王冠是指波斯薩珊王朝歷任君主們所配戴的王冠，在薩珊王朝的歷史上，每一位國君皆有自己造型獨特的王冠，有些君主更同時擁有好幾頂不同的王冠。
隨著薩珊王冠裝飾的日益華麗，直接導致統治者們的脖子實在無法支撐精心製作的王冠重量，為了解決該難題，後來的許多薩珊王冠便直接用一條金鍊子懸掛在接見廳拱門的頂部，而根據相關的歷史文獻記載，隨著時間的推移，「掛冠」的做法逐漸擴展到任何薩珊國君會出現的地點，甚至包括他們臨終時躺臥的床舖上也懸掛著王冠，除此之外，在皇室繼承人出生時，王冠也會被吊起，受到波斯宮廷文化的影響，拜占庭人亦沿襲了懸掛王冠的習俗。

## 圖集

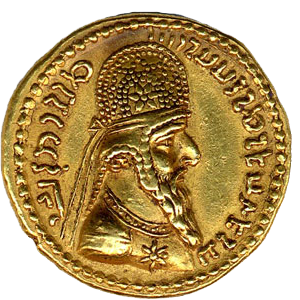
早期的薩珊王朝錢幣，王朝創始者阿尔达希尔一世頭戴帕提亞樣式的王冠
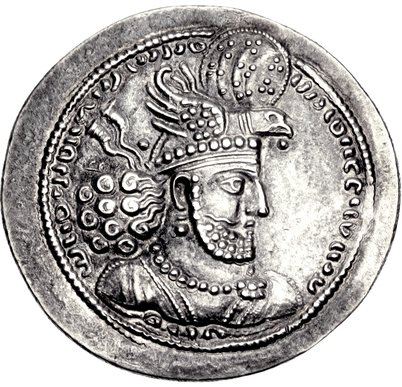
一枚萬王之王荷姆茲二世發行的德拉克馬
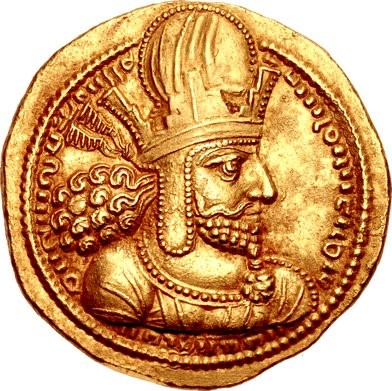
刻有第二任薩珊王朝國君沙普尔一世肖像的金幣
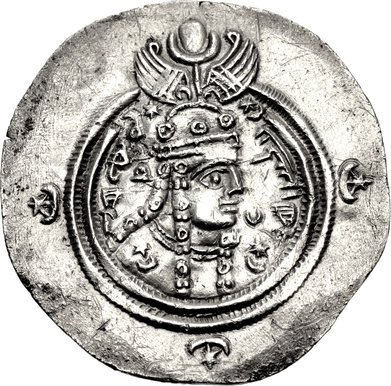
女性君主孛蘭的錢幣，其配戴象徵勝利之神烏魯斯拉格納翅膀造型的王冠